# IC 3394
IC 3394 је лентикуларна галаксија у сазвјежђу Береникина коса која се налази на листи објеката дубоког неба у Индекс каталогу.
Деклинација објекта је + 26° 47' 56" а ректасцензија 12h 28m 41,1s. Привидна величина (магнитуда) објекта IC 3394 износи 15,8 а фотографска магнитуда 16,8. IC 3394 је још познат и под ознакама MCG 5-30-3, NPM1G +27.0365, PGC 41073.